# Belgische Supercup (volleybal)
De Supercup is een bekercompetitie in het Belgisch volleybal.

## Geschiedenis
De Supercup werd in het leven geroepen in seizoen 1995-'96. De wedstrijd - die in één match beslist wordt - wordt gespeeld tussen de landskampioen (mannen/vrouwen) en de Bekerwinnaar van het voorgaande seizoen en vindt traditioneel plaats aan de start van het nieuwe seizoen. Indien eenzelfde club zowel landskampioen als bekerwinnaar is, plaatst de verliezende finalist van de Beker van België zich voor deze competitie.
In seizoenen 2016-'17 en 2017-'18 werd de Supercup in de mannencompetitie niet georganiseerd. Wel vond er in 2016-'17 de plaatsvervangende Champions Cup plaats, hierin troffen de twee clubs die later dat seizoen aantraden in de Champions League elkaar (VC Maaseik en Knack Roeselare). Winnaar van dit duel werd Maaseik. In 2017-'18 vond er geen plaatsvervangend duel plaats. In seizoen 2023-'24 werd de Supercup - althans in de damescompetitie- herdoopt naar Lotto League Cup. VDK Gent won de confrontatie met Asterix Avo Beveren.
Bij de heren sprak men over de Liga Cup of de League Cup.

## Erelijst

### Heren
- 1995/1996: Noliko Maaseik
- 1996/1997: Noliko Maaseik
- 1997/1998: Noliko Maaseik
- 1998/1999: Noliko Maaseik
- 1999/2000: Noliko Maaseik
- 2000/2001: Knack Randstad Roeselare
- 2001/2002: Noliko Maaseik
- 2002/2003: Noliko Maaseik
- 2003/2004: Noliko Maaseik
- 2004/2005: Knack Randstad Roeselare
- 2005/2006: Knack Randstad Roeselare
- 2006/2007: Noliko Maaseik
- 2007/2008: Knack Randstad Roeselare[6]
- 2008/2009: Noliko Maaseik
- 2009/2010: Noliko Maaseik[7]
- 2010/2011: Knack Randstad Roeselare[8]
- 2011/2012: Noliko Maaseik[9]
- 2012/2013: Noliko Maaseik[10]
- 2013/2014: Knack Randstad Roeselare[11]
- 2014/2015: Knack Randstad Roeselare[12]
- 2015/2016: Volley Asse-Lennik[13]
- 2016/2017: Er vond geen Supercup plaats. Normaal had deze plaatsgevonden tussen Knack Roeselare (kampioen en bekerwinnaar) en Topvolley Antwerpen (verliezende bekerfinalist). De Supercup werd vervangen door de Champions Cup, die gewonnen werd door Noliko Maaseik[14]
- 2017/2018: Er vond geen Supercup plaats door onenigheden tussen de volleybalbond en de ploegen uit Liga A.[15]
- 2018/2019: Knack Roeselare[16]
- 2019/2020: Knack Roeselare[17]
- 2020/2021: Er vond geen Supercup plaats wegens Covid-19.
- 2021/2022: Er vond geen Supercup plaats.
- 2022/2023: Knack Roeselare[18]
- 2023/2024: Knack Roeselare[19]
- 2024/2025: Volley Menen

### Titels per team
| Club               | Aantal | Jaren                                                                         |
| ------------------ | ------ | ----------------------------------------------------------------------------- |
| Noliko Maaseik     | 13     | 1995, 1996, 1997, 1998, 1999, 2001, 2002, 2003, 2006, 2008, 2009, 2011 & 2012 |
| Knack Roeselare    | 11     | 2000, 2004, 2005, 2007, 2010, 2013, 2014, 2018, 2019, 2022 & 2023             |
| Volley Menen       | 1      | 2024                                                                          |
| Volley Asse-Lennik | 1      | 2015                                                                          |

### Dames
- 1995/1996 VT Kärcher Herentals[20]
- 1996/1997 VT Kärcher Herentals
- 1997/1998 Geannuleerd
- 1998/1999 Isola Tongeren
- 1999/2000 VT Kärcher Herentals
- 2000/2001 Asterix Kieldrecht[21]
- 2001/2002 VT Fortis Herentals
- 2002/2003 Asterix Kieldrecht[22]
- 2003/2004 Eburon Tongeren
- 2004/2005 Eburon Tongeren[23]
- 2005/2006 Asterix Kieldrecht[24]
- 2006/2007 Asterix Kieldrecht[25]
- 2007/2008 Datovoc Tongeren[26]
- 2008/2009 Asterix Kieldrecht[27]
- 2009/2010 VDK Gent[28]
- 2010/2011 Asterix Kieldrecht[29]
- 2011/2012 VDK Gent[30]
- 2012/2013 Asterix Kieldrecht[31]
- 2013/2014 VDK Gent[32]
- 2014/2015 Asterix Kieldrecht[33]
- 2015/2016 VDK Gent[34]
- 2016/2017 Asterix Avo Beveren[35]
- 2017/2018 Asterix Avo Beveren[36]
- 2018/2019 Asterix Avo Beveren[37]
- 2019/2020 Asterix Avo Beveren[38]
- 2020/2021 Er vond geen Supercup plaats wegens Covid-19.
- 2021/2022 Er vond geen Supercup plaats.
- 2022/2023 VDK Gent[39]
- 2023/2024 VDK Gent[4]

### Titels per team
| Club                                     | Aantal | Jaren                                                                   |
| ---------------------------------------- | ------ | ----------------------------------------------------------------------- |
| Asterix Kieldrecht / Asterix Avo Beveren | 12     | 2000, 2002, 2005, 2006, 2008, 2010, 2012, 2014, 2016, 2017, 2018 & 2019 |
| VDK Gent                                 | 6      | 2009, 2011, 2013, 2015, 2022 & 2023                                     |
| Datovoc Tongeren                         | 4      | 1998, 2003, 2004 & 2007                                                 |
| VT Herentals                             | 4      | 1995, 1996, 1999 & 2001                                                 |